# 印度聖戰者
印度聖戰者，是由印度中央邦出身的穆斯林阿卜杜·蘇卜漢·庫拉希領導的伊斯蘭恐怖組織，現在他受到德里警察拘留。
印度聖戰者於2010年6月4日被宣佈為恐怖主義組織，並被印度政府禁止。2010年10月22日，新西蘭宣布它為恐怖主義組織。2011年9月，美國正式將印度聖戰者列入其外國恐怖主義組織名單，美國國務院承認該組織在印度進行了多次恐怖襲擊並最終目的是創建橫跨南亞的“伊斯蘭哈里發國”。該團體被英國禁止活動，因為它旨在通過暴力來建立一個伊斯蘭國家並在印度實施伊斯蘭教法。
調查人員認為，印度聖戰者是由較低級別的印度學生伊斯蘭運動(simi)成員組成的眾多團體之一。根據印度情報局的說法，SIMI取得了新的頭銜，因為SIMI的最高領導人已經被拘留並接受審訊。由於SIMI附屬武裝分子試圖從印度的穆斯林社區獲得更多支持而不是被視為由外國人組成的團體，因此名稱的變化被認為是戰術上的變化。2008年5月13日齋浦爾爆炸事件發生兩天后，他們向印度媒體發送了一封電子郵件，聲稱他們聲稱對這些襲擊事件負責，並說他們將“摧毀印度的異教徒。“該組織迄今為止發生的最大和最大膽的攻擊是2008年艾哈邁巴德連環爆炸事件，在那裡它獲得了全國性的惡名，傷亡人數達到50人。